# بنجامين أبل
بنجامين أبل (بالإنجليزية: Benjamin Appel) (13 سبتمبر 1907، نيويورك في الولايات المتحدة - 3 أبريل 1977، نيوجيرسي في الولايات المتحدة)؛ كاتِب مُتخصِّص في أدب الأطفال وروائي أمريكي.

## روابط خارجية
- بنجامين أبل على موقع IMDb (الإنجليزية)